# Serra d'en Lloberes
La Serra d'en Lloberes és una serra situada al municipi de Cabanelles a la comarca de l'Alt Empordà, amb una elevació màxima de 180 metres.